# Salix dshugdshurica
Salix dshugdshurica är en videväxtart som beskrevs av A. Skvortr.. Salix dshugdshurica ingår i släktet viden, och familjen videväxter. Inga underarter finns listade i Catalogue of Life.